# Anne-Marie Schaffner
Anne-Marie Schaffner (ur. 31 maja 1945 w Nancy) – francuska polityk i samorządowiec, eurodeputowana w latach 1994–1999 i 2002–2004. Odznaczona Legią Honorową.

## Życiorys
Ukończyła w 1968 studia prawnicze w Nancy, do 1972 pracowała jako analityk finansowy. Zaangażowała się w działalność gaullistowskiego Zgromadzenia na rzecz Republiki, z którym w 2002 przystąpiła do Unii na rzecz Ruchu Ludowego. Była radną departamentu Sekwana i Marna (1986–1998), a także radną regionu Île-de-France.
W 1994 uzyskała mandat posłanki do Parlamentu Europejskiego IV kadencji. W 1999 nie została ponownie wybrana, do PE V kadencji weszła jednak w 2002. W pierwszej z nich była członkinią grup Europejskiego Sojuszu Demokratycznego i Unii dla Europy, w drugiej należała do grupy chadeckiej, pracowała m.in. w Komisji Prawnej i Rynku Wewnętrznego. W PE zasiadała do 2004. Po nieudanej próbie reelekcji wycofała się z działalności politycznej.